# Pinchas Cohen Gan

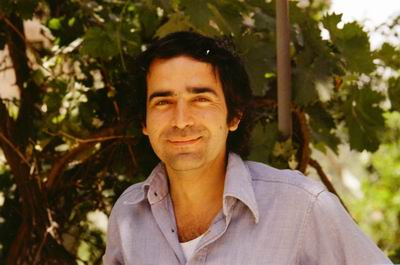
Pinchas Cohen Gan (1978)

Pinchas Cohen Gan (* 1942 in Meknes) ist ein marokkanisch-israelischer Maler und Installationskünstler.

## Leben und Werk
Pinhas Cohen Gan wurde 1942 in Marokko geboren. Seine Familie wanderte 1949 nach Israel aus. Er studierte 1967 bis 1970 an der Bezalel Academy of Arts and Design in Jerusalem, wo er von 1971 bis 1975 lehrte. Ein Jahr studierte er an der Central School of Art and Design in London und erhielt 1973 den Bachelor für Sozialwissenschaften und Kunstgeschichte an der Hebräischen Universität Jerusalem. Sein Studium bei Meyer Schapiro (1904–1996) an der Columbia University School of the Arts in New York schloss er 1977 mit dem Master ab.
In den 1970er Jahren ist Cohen Gan mit den Installationen The Dead Sea Project und Touching the Border an die Öffentlichkeit getreten. Gleichzeitig hat er sich in den Flüchtlingslagern in Jericho engagiert. 1975 widmete sich Cohen Gan Zeichnung und Malerei. Neben seiner eigenen künstlerischen Tätigkeit hat Cohen Gan Texte zur Theorie der Kunst veröffentlicht. Er lebt und arbeitet in Tel Aviv.

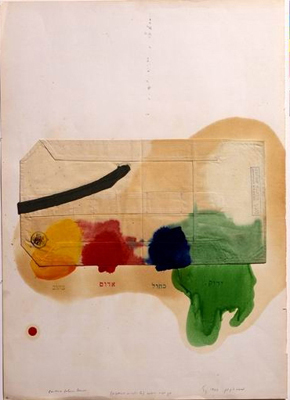
First Aid Kit (of the Primary Colours), 1974 Oil, collage, and stamps on paper Israel Museum, Jerusalem
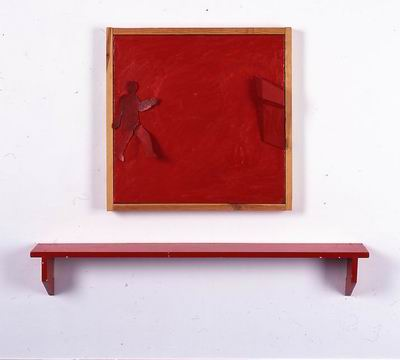
Figure and Correspondent Form with Red Shelf, 1978 Oil on canvas, cardboard and wood Israel Museum, Jerusalem
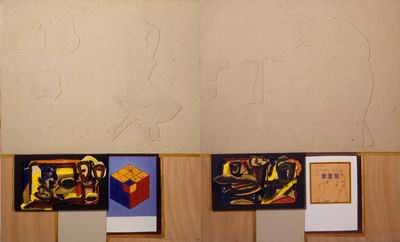
Memories A (with the Hungarian Dice), 1994 Mixed media Israel Museum, Jerusalem
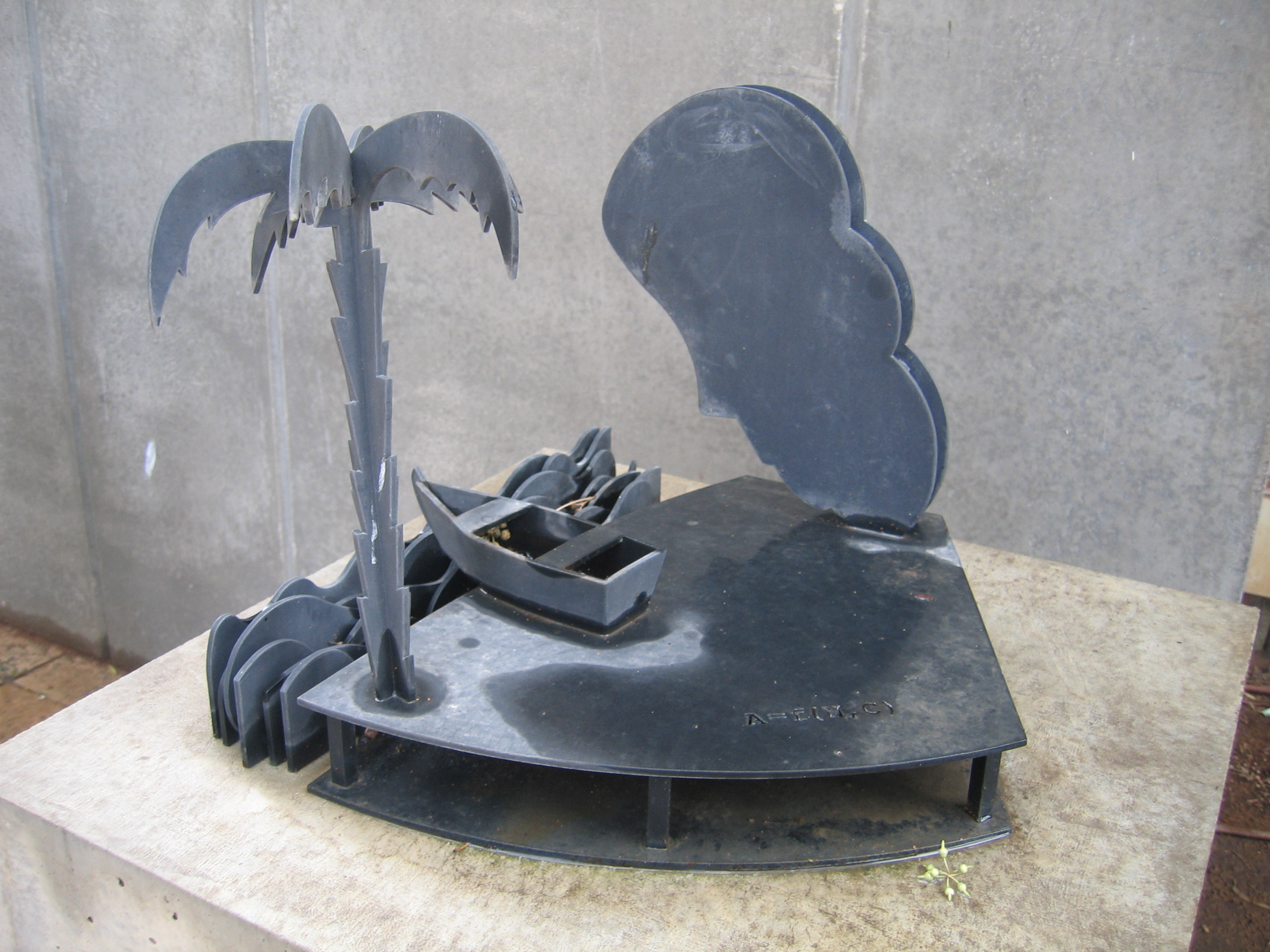
Utopian Architecture (detail), 2002 Iron Tel Aviv Museum of Art, Tel Aviv

## Ausstellungen (Auswahl)
Zahlreiche Einzelausstellungen fanden im Tel Aviv Museum of Art und der Givon Art Gallery in Tel Aviv statt.
- 1975: Biennale von Paris, Paris
- 1977: documenta 6 Kassel
- 1977: A Painting Show MoMA PS1, New York, NY
- 1987: 19. Biennale von São Paulo, São Paulo
- 1999: 50 Jahre Israel / Contemporary Israeli Art: Three Generations Nassauischer Kunstverein, Wiesbaden
- 2010: Nachbarn–Neighbours: Jüdische und palästinensische Künstler aus Israel Galerie im Körnerpark, Berlin

## Auszeichnungen
- 1978: America-Israel Cultural Foundation
- 1978: Isaac Stern Creativity Prize
- 1979: Sandberg Prize, Israel Museum, Jerusalem
- 1991: Eugene Kolb Prize für israelische Grafik
- 1991: Minister of Education Prize
- 1999: Acquisition Prize, Tel Aviv Museum
- 2005: Prize for Life’s Work in Plastic Art, Ministry of Education
- 2005: Dizengoff Prize for Painting
- 2008: The Israel Prize in painting.[4]